# Liroconita
La liroconita es un mineral arseniato, por tanto de la clase de los minerales fosfatos. Fue descubierta en 1825 en Cornualles (Reino Unido), siendo nombrado del griego λειρός —pálido— y κουία —polvo—, en alusión al color de su raya. Sinónimos poco usados son: coufoclorita o lentulita.

## Características químicas
Es un arseniato, hidroxilado y muy hidratado, de cobre con algo de aluminio. 

## Hábito
El hábito más común es de cristales bien formados, con cristal fino o lenticular, con aspecto de un octaedro plano.
Las caras estrechas son estriadas con estrías paralelas a su intersección.
También puede tener hábito de cristales en una matriz granular masiva.

## Formación y yacimientos
Es un mineral raro, que se forma como mineral secundario en las zonas oxidadas de los yacimientos de otros minerales del cobre.
Suele encontrarse asociado a otros minerales como: olivenita, calcofilita, clinoclasa, cornwallita, strashimirita, malaquita, cuprita o en la roca limonita.